# Magyar Éva (színművész, 1961)
Magyar Éva (Budapest, 1961. július 7. –) magyar színésznő, koreográfus, rendező.

## Életpályája
Édesapja Horváth Árpád Imre rendező. Kezdetben tornász volt és klasszikus balettet tanult. Egy esztendőt töltött a Nemzeti Színiakadémián. 1983-1986 között a Színház- és Filmművészeti Főiskolán tanult, operett- és musicalszínész szakon. 1986-1988 között a nyíregyházi Móricz Zsigmond Színház, majd 1988-1991 között a kaposvári Csiky Gergely Színház tagja volt. Később Amerikába költözött, majd visszatért Magyarországra és megalapította a Sámán Színházat 1994-ben. 2012-ben Londonba költözött.

## Színházi szerepei
- Nicole (Henderson: Diákszerelem)
- Pirnitler Bertuska (Ábrahám Pál: 3 : 1 a szerelem javára)
- Bianca (Shakespeare: Othello)